# 히로타 스미오
히로타 스미오(일본어: 弘田 澄男, 1949년 5월 13일 ~ )는 일본의 전 프로 야구 선수이자 야구 지도자, 야구 해설가·평론가이다. 고치현 스쿠모시 출신이며 현역 시절 포지션은 외야수였다.

## 인물

### 선수 시절
고치 고등학교를 졸업하고 사회인 야구팀인 시코쿠 은행을 거쳐 1972년 프로 야구 드래프트 회의에서 롯데 오리온스로부터 3순위 지명을 입단, 당시 신장 163cm를 가질 정도의 작은 거구였지만 프로 2년차인 1973년에 사이클링 안타를 달성하는 등 중견수의 선발 멤버로서 활약을 했다. 1974년 일본 시리즈에서는 센트럴 리그 우승팀인 주니치 드래건스와의 대결에서 상대 투수 호시노 센이치로부터 팀의 우승을 결정짓는 안타를 기록해 시리즈 MVP로 선정되었다. 투지가 넘치는 플레이와 빠른 발, 완벽한 호수비를 가질 정도로 1973년 ~ 1977년까지 다이아몬드 글러브상(현재의 골든 글러브상)을 5년 연속 수상했다. 신인 때부터 11년 연속 두 자릿수의 도루 기록을 경신해 1980년에는 개인 최다인 41개의 도루를 기록했다.
1984년에는 후지쿠라 가즈마사와의 맞트레이드로 한신 타이거스로 이적해 이적 첫 해인 1984년 시즌에는 3할 1푼 3리의 타율을 기록, 이듬해인 1985년의 리그 우승과 일본 시리즈 우승을 동시에 이끌었다. 1988년 시즌에는 1군 경기에 한 번도 출전하는 일이 없어 그 해에 마지막으로 현역 생활을 은퇴했다.

### 그 후
1989년에는 한신 타이거스 1군 외야 수비 주루 코치, 1990년 한신 1군 타격 코치, 1991년에는 다시 한신에서 1군 외야 수비 주루 코치를 역임했고 1992년 ~ 1997년에는 요코하마 다이요 웨일스·요코하마 베이스타스의 1군 외야 수비 주루 코치와 야수 코치, 1998년 요미우리 자이언츠 2군 외야 수비 주루 코치, 1999년 ~ 2000년 요미우리 1군 외야 수비 주루 코치, 2001년 요미우리 1군 타격 코치, 2004년 ~ 2005년에는 요미우리 1군 외야 수비 주루 코치(2005년은 타격 보좌 겸임)를 역임했다. 특히 요코하마 코치 시절에는 오야 아키히코 감독의 지휘 하에 사실상의 수석 코치를 맡아 팀의 약진에 기여하기도 했다.
2006년에는 월드 베이스볼 클래식 일본 대표팀의 외야 수비 주루 코치를 역임했고, J SPORTS의 야구 해설위원과 스포츠 호치의 평론가로 활동했다. 2007년부터는 오야 아키히코 감독이 이끄는 요코하마에서 수석 코치로 취임했지만 기대 이하의 성적 부진과 팀이 최하위로 떨어진 것에 대한 책임을 물어 2008년 시즌 종료 후 코치직에서 물러났고, 그 후 요코하마 구단 프런트에서 편성 부문을 담당했다.
2012년, 시코쿠 규슈 아일랜드 리그 팀인 고치 파이팅 독스의 구단 어드바이저 겸 종합 코치로 부임, 2014년부터 2015년까지 고치의 감독으로 부임하였다.

## 상세 정보

### 출신 학교
- 고치 고등학교

### 선수 경력
- 시코쿠 은행
- 롯데 오리온스(1972년 ~ 1983년)
- 한신 타이거스(1984년 ~ 1988년)

### 지도자·기타 경력
- 한신 타이거스 1군 외야 수비 주루 코치(1989년, 1991년)
- 한신 타이거스 1군 타격 코치(1990년)
- 요코하마 다이요 웨일스·요코하마 베이스타스 1군 외야 수비 주루 코치·1군 야수 코치(1992년 ~ 1997년)
- 요미우리 자이언츠 2군 외야 수비 주루 코치(1998년)
- 요미우리 자이언츠 1군 외야 수비 주루 코치(1999년 ~ 2000년, 2004년 ~ 2005년)
- 요미우리 자이언츠 1군 타격 코치(2001년)
- 요코하마 베이스타스 수석 겸 타격 코치(2007년 ~ 2008년)
- 월드 베이스볼 클래식 일본 대표팀 타격 코치(2006년)

### 수상·타이틀 경력

#### 타이틀
- 최다 안타(당시는 타이틀이 아님) : 1회(1975년) ※1994년부터 타이틀로 제정됨

#### 수상
- 베스트 나인 : 2회(1975년, 1976년)
- 다이아몬드 글러브상 : 5회(1973년 ~ 1977년)
- 일본 시리즈 MVP : 1회(1974년)

### 개인 기록

#### 첫 기록
- 첫 출장 : 1972년 4월 8일, 대 긴테쓰 버펄로스 1차전(도쿄 스타디움), 3회초에 야마자키 히로유키를 대신해 2루수로 출장
- 첫 안타 : 1972년 5월 17일, 대 긴테쓰 버펄로스 5차전(닛폰 생명 구장), 9회초에 니시다 다카유키의 대타로 출장, 스즈키 게이시로부터
- 첫 선발 출장 : 1972년 7월 4일, 대 난카이 호크스 13차전(오사카 구장), 1번·중견수로서 선발 출장
- 첫 타점 : 1972년 7월 8일, 대 긴테쓰 버펄로스 11차전(도쿄 스타디움), 3회말에 세이 도시히코로부터 적시타
- 첫 홈런 : 1972년 7월 20일, 대 한큐 브레이브스 14차전(도쿄 스타디움), 2회말에 이시이 시게오로부터 3점 홈런

#### 기록 달성 경력
- 통산 1000경기 출장 : 1980년 9월 30일, 대 닛폰햄 파이터스 후기 13차전(가와사키 구장), 2번·중견수로서 선발 출장 ※역대 220번째
- 통산 1000안타 : 1980년 10월 4일, 대 세이부 라이온스 후기 11차전(가와사키 구장), 3회말에 모리 시게카즈로부터 중전 적시타 ※역대 119번째
- 통산 1500경기 출장 : 1985년 8월 30일, 대 요코하마 다이요 웨일스 19차전(한신 고시엔 구장), 4회말에 시마다 무네히코의 대타로 출장, 호리이 쓰네오로부터 적시타 ※역대 82번째
- 통산 1500안타 : 1986년 9월 27일, 대 야쿠르트 스왈로스 25차전(한신 고시엔 구장), 8회말에 구로다 신지로부터 우전 안타 ※역대 52번째

#### 기타
- 사이클링 히트 : 1973년 7월 11일, 대 닛타쿠홈 플라이어스 전기 12차전(메이지 진구 야구장) ※역대 26번째
- 올스타전 출장 : 3회(1974년, 1975년, 1977년)

### 등번호
- 35(1972년)
- 3(1973년 ~ 1983년)
- 1(1984년 ~ 1987년)
- 73(1988년, 1998년 ~ 2001년, 2004년 ~ 2005년, 2012년 ~ 2015년)
- 84(1989년 ~ 1991년)
- 71(1992년 ~ 1997년)
- 72(2007년 ~ 2008년)
- 88(2006년 월드 베이스볼 클래식)

### 연도별 타격 성적
| 연 도       | 소 속       | 경 기 | 타 석 | 타 수 | 득 점 | 안 타 | 2 루 타 | 3 루 타 | 홈 런 | 루 타 | 타 점 | 도 루 | 도 루 자 | 희 생 번 | 희 생 플 | 볼 넷 | 고 4 | 사 구 | 삼 진 | 병 살 타 | 타 율 | 출 루 율 | 장 타 율 | O P S |
| ----------- | ----------- | ----- | ----- | ----- | ----- | ----- | ------- | ------- | ----- | ----- | ----- | ----- | -------- | -------- | -------- | ----- | ---- | ----- | ----- | -------- | ----- | -------- | -------- | ----- |
| 1972년      | 롯데        | 71    | 197   | 187   | 29    | 53    | 9       | 3       | 1     | 71    | 16    | 18    | 6        | 1        | 1        | 7     | 0    | 1     | 17    | 1        | .283  | .311     | .380     | .691  |
| 1973년      | 롯데        | 127   | 546   | 499   | 87    | 147   | 18      | 6       | 13    | 216   | 50    | 22    | 9        | 8        | 3        | 27    | 1    | 9     | 35    | 6        | .295  | .340     | .433     | .773  |
| 1974년      | 롯데        | 123   | 477   | 434   | 56    | 128   | 18      | 4       | 9     | 181   | 60    | 26    | 8        | 10       | 2        | 27    | 1    | 4     | 27    | 12       | .295  | .340     | .417     | .758  |
| 1975년      | 롯데        | 126   | 541   | 491   | 71    | 148   | 19      | 6       | 11    | 212   | 54    | 35    | 12       | 8        | 5        | 33    | 1    | 4     | 25    | 6        | .301  | .347     | .432     | .779  |
| 1976년      | 롯데        | 113   | 439   | 403   | 49    | 115   | 14      | 2       | 4     | 145   | 31    | 26    | 9        | 13       | 1        | 19    | 1    | 3     | 34    | 7        | .285  | .322     | .360     | .681  |
| 1977년      | 롯데        | 114   | 445   | 403   | 55    | 96    | 10      | 2       | 2     | 116   | 23    | 20    | 13       | 10       | 4        | 24    | 1    | 4     | 23    | 6        | .238  | .285     | .288     | .573  |
| 1978년      | 롯데        | 115   | 407   | 371   | 36    | 91    | 14      | 1       | 2     | 113   | 31    | 25    | 9        | 12       | 2        | 19    | 0    | 3     | 24    | 5        | .245  | .286     | .305     | .591  |
| 1979년      | 롯데        | 101   | 421   | 397   | 54    | 113   | 28      | 0       | 4     | 153   | 31    | 13    | 11       | 8        | 1        | 12    | 1    | 3     | 16    | 2        | .285  | .310     | .385     | .695  |
| 1980년      | 롯데        | 116   | 493   | 427   | 66    | 112   | 20      | 1       | 5     | 149   | 43    | 41    | 10       | 8        | 7        | 46    | 1    | 5     | 26    | 4        | .262  | .336     | .349     | .685  |
| 1981년      | 롯데        | 122   | 515   | 460   | 56    | 122   | 18      | 1       | 5     | 157   | 40    | 29    | 6        | 26       | 2        | 23    | 1    | 3     | 32    | 4        | .265  | .303     | .341     | .645  |
| 1982년      | 롯데        | 107   | 406   | 365   | 39    | 94    | 16      | 2       | 7     | 135   | 35    | 22    | 9        | 19       | 2        | 20    | 1    | 0     | 26    | 4        | .258  | .295     | .370     | .664  |
| 1983년      | 롯데        | 84    | 278   | 245   | 13    | 60    | 6       | 1       | 1     | 71    | 13    | 7     | 4        | 12       | 2        | 16    | 0    | 1     | 21    | 3        | .245  | .292     | .290     | .581  |
| 1984년      | 한신        | 110   | 409   | 361   | 45    | 113   | 18      | 4       | 7     | 160   | 34    | 6     | 2        | 14       | 2        | 30    | 0    | 1     | 23    | 6        | .313  | .365     | .374     | .739  |
| 1985년      | 한신        | 85    | 269   | 223   | 38    | 66    | 6       | 1       | 5     | 89    | 22    | 2     | 0        | 23       | 2        | 20    | 0    | 1     | 25    | 1        | .296  | .354     | .399     | .753  |
| 1986년      | 한신        | 73    | 208   | 195   | 22    | 47    | 6       | 1       | 0     | 55    | 4     | 2     | 2        | 4        | 1        | 5     | 0    | 3     | 22    | 8        | .241  | .270     | .282     | .552  |
| 1987년      | 한신        | 5     | 5     | 5     | 0     | 1     | 0       | 0       | 0     | 1     | 0     | 0     | 0        | 0        | 0        | 0     | 0    | 0     | 2     | 0        | .200  | .200     | .200     | .400  |
| 통산 : 16년 | 통산 : 16년 | 1592  | 6056  | 5466  | 716   | 1506  | 220     | 35      | 76    | 2024  | 487   | 294   | 110      | 176      | 37       | 328   | 9    | 45    | 378   | 75       | .276  | .320     | .370     | .690  |

- 굵은 글씨는 시즌 최고 성적.